# Моара-Домняскэ
Моара-Домняскэ (рум. Moara Domnească) — село в Глодянском районе Молдавии. Наряду с селом Виишоара входит в состав коммуны Виишоара.

## География
Село расположено на высоте 61 метров над уровнем моря.

## Население
По данным переписи населения 2004 года, в селе Моара-Домняскэ проживает 506 человек (243 мужчины, 263 женщины).
Этнический состав села:
| Национальность | Число жителей | Процентный состав |
| -------------- | ------------- | ----------------- |
| молдаване      | 483           | 95.45             |
| украинцы       | 16            | 3.16              |
| русские        | 5             | 0.99              |
| румыны         | 1             | 0.2               |
| прочие         | 1             | 0.2               |
| Всего          | 506           | 100%              |